# Cratere Punt
Punt è un cratere sulla superficie di Ganimede.